# Hochstuhl (berg i Österrike)
Hochstuhl är ett berg i Österrike. Det ligger i den sydöstra delen av landet, 260 km sydväst om huvudstaden Wien. Toppen på Hochstuhl är 2 225 meter över havet. Hochstuhl ingår i Karawankerna.
Terrängen runt Hochstuhl är bergig åt nordväst, men åt sydost är den kuperad. Hochstuhl är den högsta punkten i trakten. Närmaste större samhälle är Ferlach, 14,2 km nordost om Hochstuhl. 
I omgivningarna runt Hochstuhl växer i huvudsak blandskog. Runt Hochstuhl är det tätbefolkat, med 286 invånare per kvadratkilometer.